# هوائية شبيهة الكنحب
هوائية شبيهة الكنحب أو رجل القط اللؤلؤي (الاسم العلمي: Antennaria anaphaloides)، نوع من النباتات في أمريكا الشمالية تنتمي إلى فصيلة النجمية. موطنها الأصلي هو غرب كندا (كولومبيا البريطانية وألبرتا وساسكاتشوان) وغرب الولايات المتحدة (في المقام الأول في جبال روكي، مع وجود أعداد إضافية في الحوض العظيم والجزء الشمالي الشرقي من هضبة كولورادو).